# TurkmenAlem52E/MonacoSAT
TurkmenAlem52E/MonacoSAT — anciennement nommé TurkmenSat 1 — est le premier satellite artificiel du Turkménistan. Construit par Thales Alenia Space, dans le Centre spatial de Cannes - Mandelieu,  il est lancé le 27 avril 2015 à bord d'une fusée Falcon 9 v1.1 de la société SpaceX. Le satellite, d'une durée de fonctionnement estimée à 15 ans, couvre l'Europe et une portion importante de l'Asie et de l'Afrique et possède un système de transmission pour la télévision, la radiodiffusion et internet.
Les opérations du satellite sont contrôlées par l'Agence spatiale nationale turkmène.

## Nom
Le « 52E/MonacoSat » fait référence à la position où le satellite est stationné : la position orbitale à 52° est,, enregistrée au nom de la principauté de Monaco, et aussi connue sous le nom Monacosat 1.

## Historique

### Lanceur chinois
Le 23 novembre 2011, le Turkménistan, nouveau client de la famille Spacebus, en commande une version « Itar Free » pour son premier satellite Turkmen Sat, qui devait être lancé par un lanceur chinois CZ-3B.

### Falcon 9
La règle ITAR s'est durcie dans les années 2010, empêchant le lancement des satellites par les lanceurs chinois. En décembre 2011, Thales Alenia Space signe un contrat auprès de la China Geat Wall Industry Corp. pour lancer le satellite TurkmenAlem52E/MonacoSAT Itar Free. En 2013, le département américain met la pression sur Thales Alenia Space pour mettre un terme à sa gamme « Itar Free ». La société est obligée d'annuler le contrat de lancement en Chine et doit se rabattre alors sur le Falcon 9 de SpaceX, signant un contrat en juin 2013 avec le seul lanceur occidental compatible avec le budget d'un lancement chinois.
Il sera donc finalement lancé en 2015 par une Falcon 9.

### Changement de nom de baptême
Il sera co-baptisé plus tard en MonacoSat, l'opérateur de satellites monégasque Space Systems International (SSI) étant alors le client de Thales Alenia Space. Le satellite prendra finalement le nom de TurkmenAlem52E/MonacoSAT en 2015 au moment de sa livraison à la base de lancement de Cap Canaveral. Le lancement intervient le 27 avril 2015. Il s'agit précisément du sixième Spacebus 4000C2 fabriqué par Thales Alenia Space.

## Exploitation
Le ministère des Communications du Turkménistan utilise la position orbitale susmentionnée par l'intermédiaire de l'opérateur de satellite monégasque Space Systems International (SSI).

## Caractéristiques
Le satellite pèse 4 500 kilogrammes.

## Interdiction des antennes satellites
Alors que le Turkménistan s'apprêtait à lancer son satellite, la presse indique qu’en avril 2015, le gouvernement de 
ce pays lance une campagne de bannissement des antennes satellites.